# Zaltan
Zaltan (arab. زلطن) – miasto w północno-zachodniej Libii, nad Morzem Śródziemnym, w gminie An-Nukat al-Chams. Na zachód od miasta Zuwara.